# Freibord (Wasserwirtschaft)
Der Freibord bezeichnet in der Wasserwirtschaft den Abstand zwischen einem Wasserspiegel und einer höher liegenden Kante eines Bauwerkes, meistens die Oberkante eines Dammes oder Ufers. Im Schiffbau ist der Freibord die Höhe der Bordwand über dem Wasserspiegel, siehe: Schiffsmaße.
Nach DIN 4048 ist der Freibord definiert als der Abstand zwischen dem sogenannten Höchsten Stauziel und dem niedrigsten Punkt einer Bauwerkskrone, die nicht überströmt werden soll. Der Freibord muss deshalb groß genug bemessen sein. Bei Talsperren darf das größtmögliche Hochwasser (eben das Höchste Stauziel oder der Bemessungswasserstand) nicht zum Überströmen des Absperrbauwerkes (Staudamm, Staumauer) führen, um ein Bauwerksversagen sicher ausschließen zu können. 

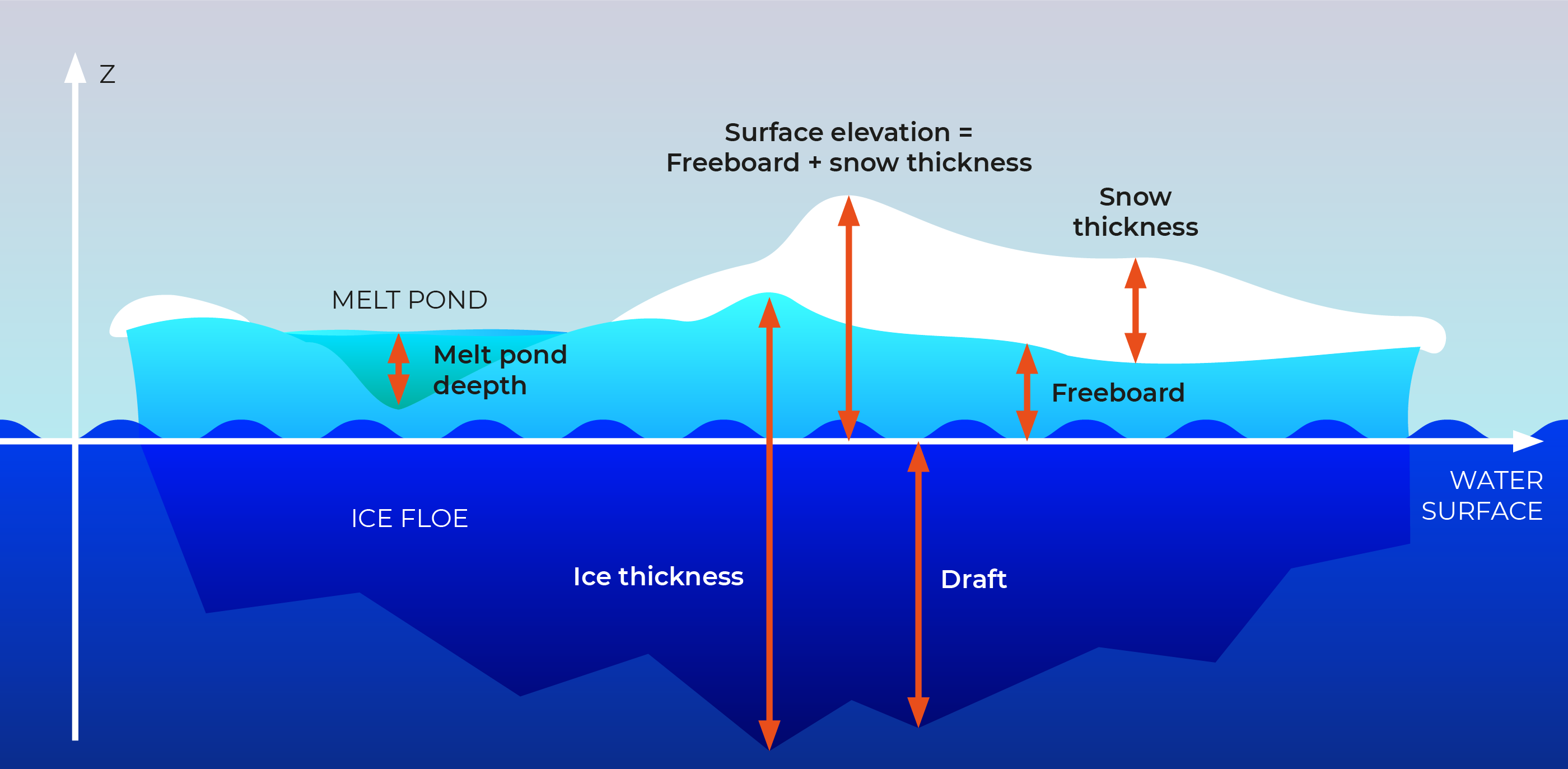
Freibord dargestellt an einem Schnitt durch eine Eisscholle

Zusätzlich zu der nach Hochwasserganglinien berechneten erforderlichen Freibordhöhe werden Reserven für Wind- und Eisaufstau, für Wellen und ein Sicherheitszuschlag vorgesehen.
Richtig heißt es „der Freibord“; umgangssprachlich wird aber oft „das Freibord“ gesagt.
In der Meereisforschung bezeichnet Freibord die Höhe des aus dem Meerwasser herausragenden Teils einer Eisscholle (ohne Schneeauflage) und ist ein zur Quantifizierung von Meereisbedeckung verwendeter wissenschaftlicher Parameter.